# Double Vision (groupe)
Pour les articles homonymes, voir Double Vision.
Double Vision est un groupe espagnol d'eurodance, composé de la voix féminine Carol McCloskey et du DJ Pedro Cervero. Le style du groupe change au fil des années. Ils se popularisent grâce à des textes accrocheurs accompagnés de rythmes techno un peu plus durs.

## Histoire
Après ses quelques succès en Espagne, Double Vision sort le single Knockin’ fin 1995 en Allemagne, où il se hisse jusqu'au top 5 du classement des singles. En Autriche, la chanson atteint même la première place, et en Suisse, tout de même la septième
Ce succès motive le groupe à sortir au printemps 1996, via S&F Entertainment, un autre single intitulé All Right. La chanson atteint la 4e place en Autriche, mais ne se classe que 36e en Allemagne. et ne parvient pas à renouer avec le succès de son prédécesseur. Dans le même temps, l'album Unsafe Building, qui n'obtient également qu'un faible écho, sort. Ensuite, Alone Again or... n'est qu'un dernier petit succès en Autriche (25e place).

## Discographie

### Albums studio
- 1996 : Unsafe Building

### Singles
- 1993 : Sara
- 1993 : Honey Be Good
- 1993 : Unsafe Building
- 1995 : Knockin’
- 1996 : All Right
- 1996 : Alone Again or...
- 1998 : Money
- 1998 : Knockin' (Rmx 2000)
- 1999 : Love Me Now
- 2012 : Knockin’ 2012

## Certifications
- Autriche :  Or pour le single Knockin’ avec 75 000 exemplaires vendus[4]
- Belgique :  Or pour le single Knockin’ avec 25 000 exemplaires vendus[5]